# 索納沼海鯰
索納沼海鯰為輻鰭魚綱鯰形目海鯰科的其中一種，分布於印度西太平洋區，包括巴基斯坦、印度、孟加拉、斯里蘭卡、馬來西亞、印尼、泰國、緬甸、新加坡的半鹹水水域、海域，棲息深度50-60公尺，體長可達92公分，棲息在沿海、河口區，屬肉食性，以無脊椎動物、小魚等為食，胸鰭頷背鰭具毒棘，可做為食用魚。